# Norn (mythisch wezen)

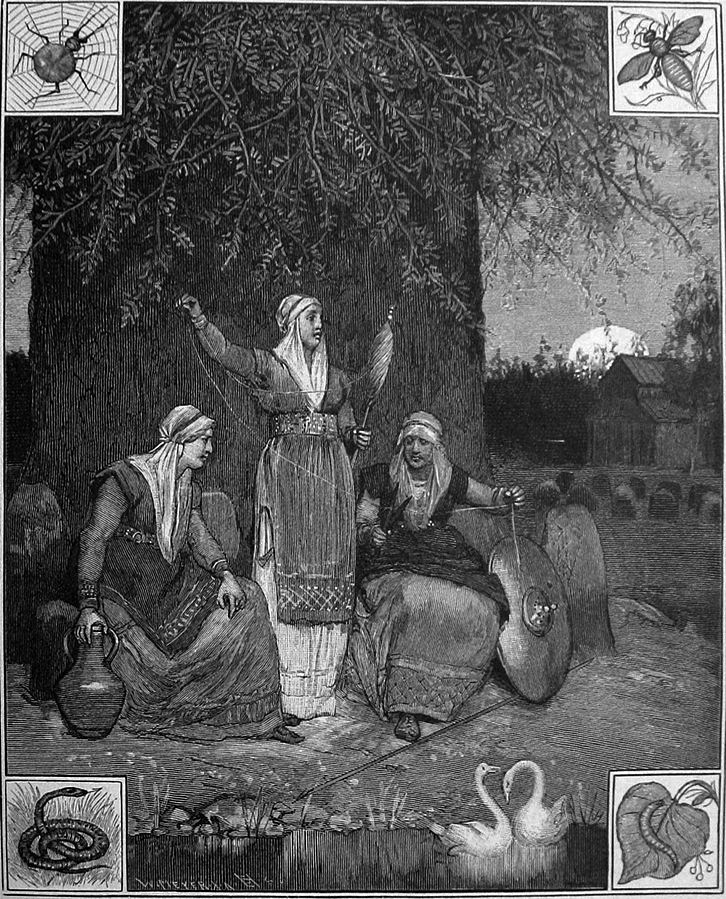
De Nornen aan het spinnen bij de Yggdrasil en de bron van Urd

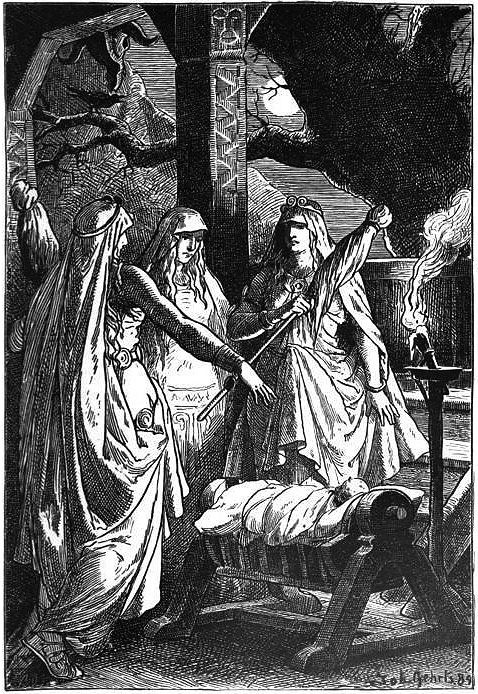
De Nornen door Johannes Gehrts, 1889

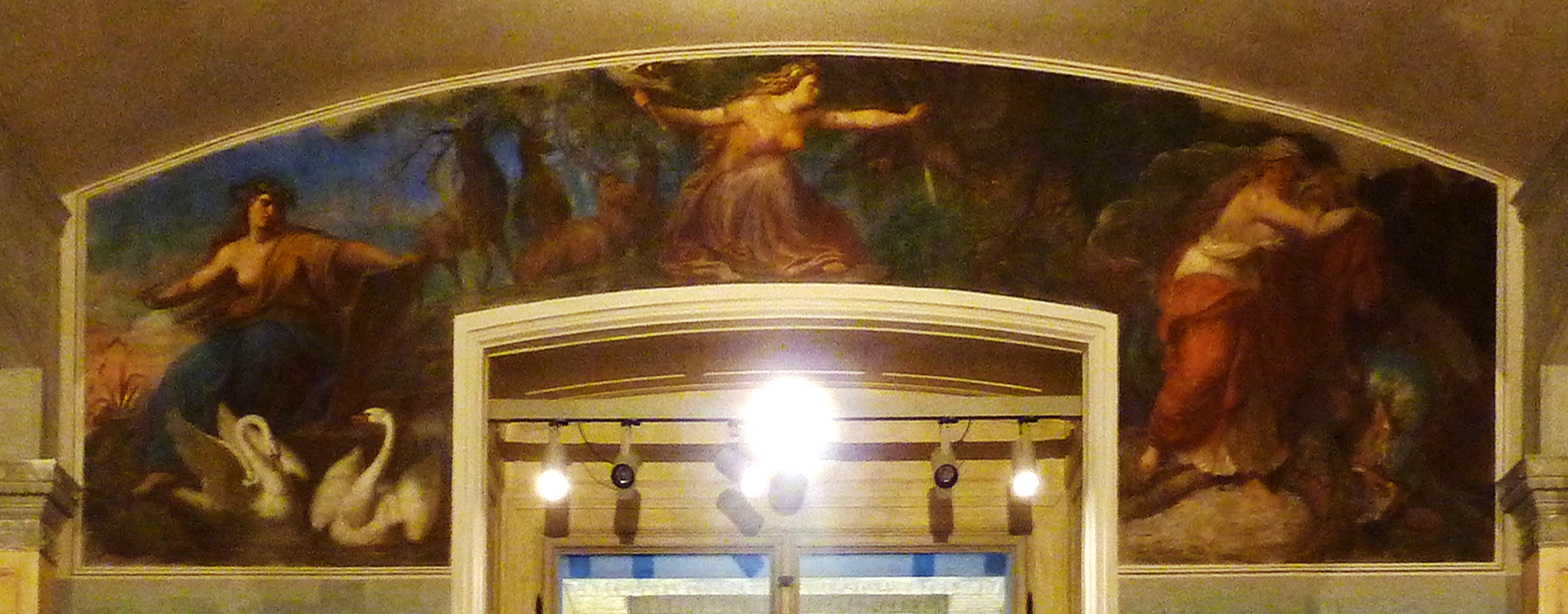
De drie nornen, Berlijn

Nornen zijn de schikgodinnen of lotsgodinnen uit de Noordse mythologie die worden voorgesteld als drie zusters die het noodlot bepalen van de mensen en de goden. Als vrouwelijke beschermgeesten ("disir") leggen zij het lot van elke mens en godheid bij de geboorte vast. Dit doen ze door het schetsen van runen in de stam van Yggdrasil en volgens het geloof in bepaalde gebieden ook door te weven. Deze werkwijze treft men aan bij de schikgodinnen van vrijwel alle andere mythologieën zoals de Moerae of Moira van de Griekse mythologie. De Nornen worden nogal eens verward met de Walkuren, die echter een heel andere rol innemen binnen de Noordse mythologie.
De drie Nornen heten Urd (wat ooit was), Verdandi (wat geboren wordt om te zijn) en Skuld (wat zal zijn). Zij wonen naast de "bron van Urd" die onder de levensboom Yggdrasil in Asgard stond. Urd was de eerste Norn en vertegenwoordigde het noodlot of de verleden tijd (mogelijk is het Nederlandse woord 'oer', 'eerder', oudgermaans 'urthr', etymologisch aan de naam verwant). Verdandi (wordende) zou in sommige bronnen het heden symboliseren, Skuld de toekomst. Bij de wortels van Yggdrasil ligt de heilige bron van Urd en de Nornen bewaken deze. Uit deze put halen de Nornen water dat ze met wit zand vermengen tot klei, waarmee ze vervolgens de wortels en stam van Yggdrasil insmeren. Door deze dagelijkse verzorging blijft de wereldboom gezond en sterk.
Hun personages vertonen veel overeenkomsten met vergelijkbare schikgodinnen bij Romeinen (parcae) en Grieken (Moirae) in de klassieke oudheid. Hun dienst valt gedeeltelijk samen met die van de vermoedelijk uit zeer oude tijden stammende en wijdverbreide verering van de drievoudige moedergodinnen, die naar kan worden aangenomen drie voorname functies hebben: als beschermsters van het huiselijk geluk, als schutsvrouwen voor een nederzetting of stam en als schikgodinnen. Het grote verschil met deze schikgodinnen uit de klassieke oudheid is dat het lot dat de Nornen weven, niet definitief is maar veel dynamischer en veel ruimte vrijlaat voor het individu om zijn lot mogelijks te veranderen.
In het volksgeloof hebben de Nornen na de invoering van het christendom nog enige tijd stand gehouden. In de Scandinavische folklore zijn de 'nornae' bij de bevolking nog wel bekend. Hedendaagse spirituele groeperingen, New Age en Ásatrú houden die cultus levend, vaak vermengd met contemporaine opvattingen.

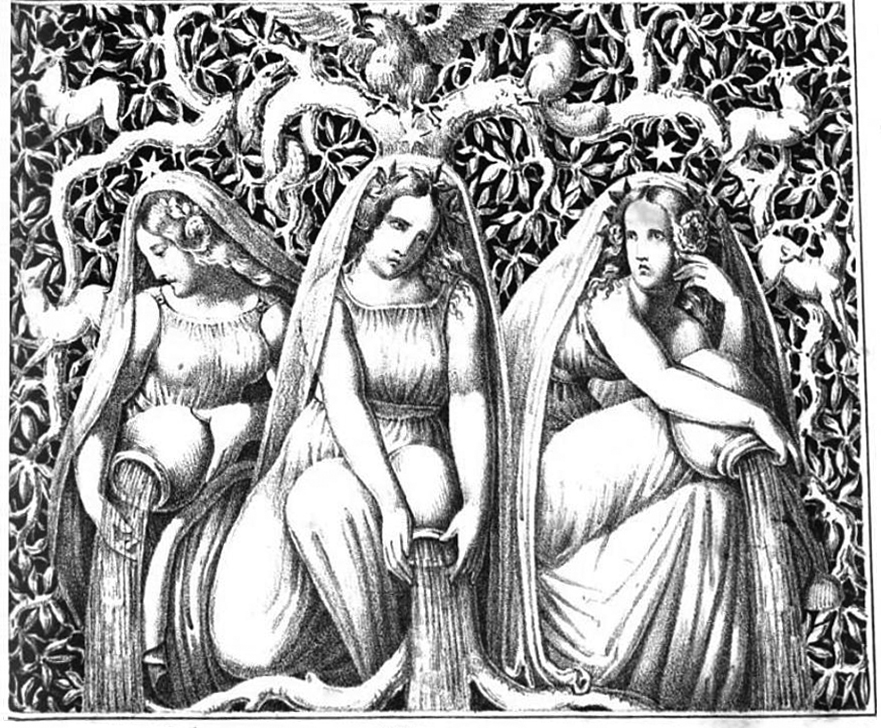
De drie Nornen
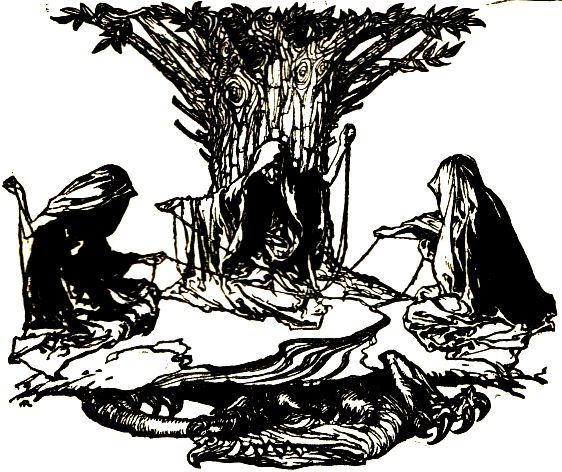
De nornen weven het lot

## Trivia
- Jacob Grimm vergeleek De drie spinsters uit het in heel Europa bekende sprookje, vermeld in hun Kinder- und Hausmärchen met volgnummer 14, met de Nornen.[3]